# Старейшина чувашских дубрав
Старе́йшина чува́шских дубра́в (чув. Аслӑ Юман — «Великий Дуб»; также известен как Старе́йшина чува́шских дубо́в) — самый крупный и старый дуб в Чувашской Республике; памятник природы регионального значения, природный объект, имеющий культурно-историческое и научное значение.
Произрастает в 9 км северо-восточнее посёлка Большой Сундырь, в 100 метрах западнее деревни Ильинка в 9-м квартале Ильинского лесничества Опытного лесхоза (Моргаушский район). По оценкам экспертов, возраст дерева следует отсчитывать с 1651 года.

## Описание дуба
В 2013 году дерево было обследовано специалистами Центра древесных экспертиз Некоммерческого партнерства стратегического альянса (НПСА) «Здоровый лес» (Москва) и по результатам экспертизы возраст «Старейшины чувашских дубов» был определен как 362 года (ранее возраст определялся как 483 года), диаметр ствола — 182 см, обхват — 570 см.
Его высота до повреждения ударом молнии достигала 26 метров, после повреждения составляет 20 метров. Дуб продолжает ежегодно расти, выпускает листву и даёт жёлуди.
Был одним из опытных образцов русского лесовода Б. И. Гузовского.

## Охранный статус
- Дуб был «открыт» 29 июня 1966 года во время семинара, проведенного Министерством лесного хозяйства Чувашской АССР совместно с Областным правлением НТО лесной промышленности и лесного хозяйства[3].
- В 1981 году дуб объявлен памятником природы Чувашской Республики.
- В 2000 году включен в Реестр особо охраняемых природных территорий (Постановление Кабинета Министров Чувашской Республики «Об утверждении Единого пакета кадастровых сведений по особо охраняемым природным территориям Чувашской Республики», от 17.07.2000 г. № 140)[4].
- В 2012 году включен в Реестр старовозрастных деревьев России[5].
- В 2015 году утратило силу Постановление Кабинета Министров Чувашской Республики «Об утверждении Единого пакета кадастровых сведений по особо охраняемым природным территориям Чувашской Республики», от 17.07.2000 г. № 140[6].
- В 2016 году в новый Перечень особо охраняемых природных территорий регионального и местного значения по Чувашской Республике дуб не включен[7].

## Интересные факты
В 2013 году дуб был в перечне объектов, претендовавших на включение в число семи лучших культурных и природных достопримечательностей Чувашии.
В 2023 году дуб стал главным деревом страны в рамках  всенародного голосования на конкурсе «Российское дерево года – 2023», за него отдали 21 577 голосов.